# نبرد سومی
نبرد سومی یک درگیری نظامی در حال رخ دادن در حمله روسیه به اوکراین ۲۰۲۲ است که در ۲۴ فوریه ۲۰۲۲ آغاز شد.
نیروهای روس شهر اوکراینی سومی را به تصرف درآوردند. با این وجود، ارتش و سربازان اوکراینی درون شهر با نیروهای روس جنگیدند که منجر به جنگ شهری سنگینی شد.

## نبرد

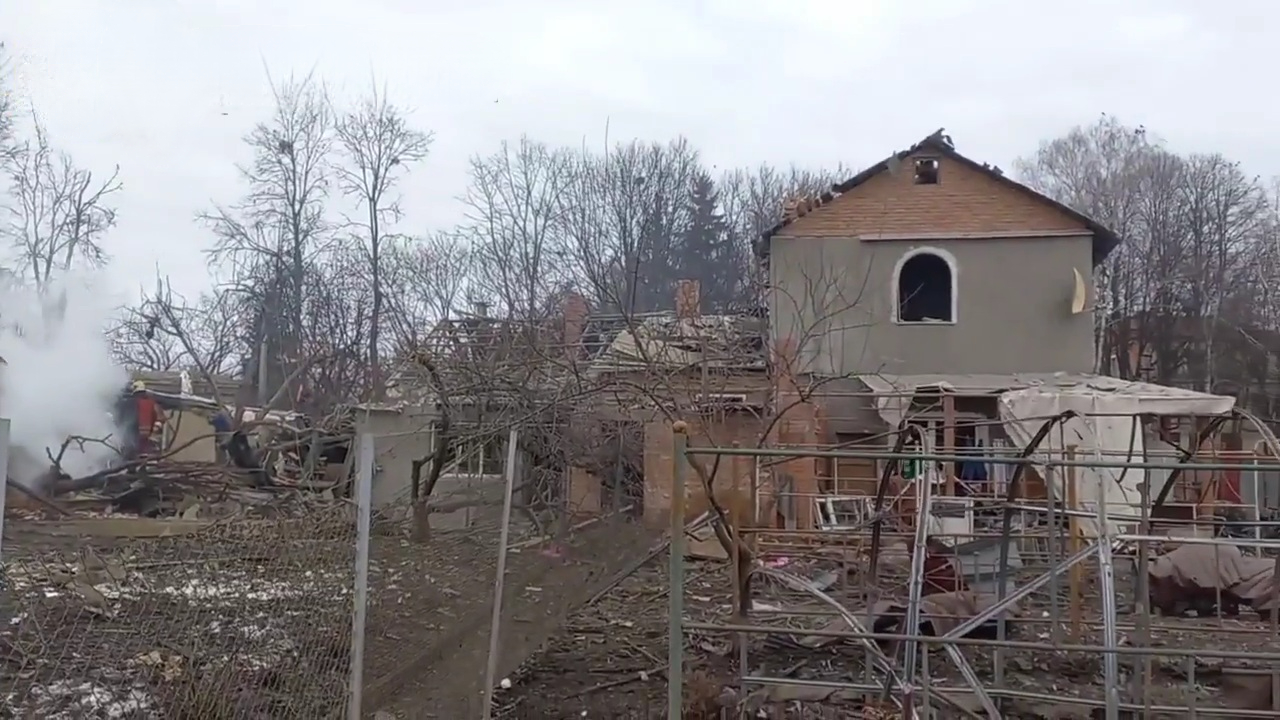
یک ساختمان آسیب‌دیده در سومی، ۲۷ فوریه ۲۰۲۲

تانک‌ها و یگان‌های روسی در ۲۴ فوریه ۲۰۲۲ وارد شهر سومی شدند و نبرد در حومهٔ شهر در ساعت ۳ نصف شب آغاز شد. میان مدافعان اوکراینی و نیروهای روس جنگ شهری سنگینی رخ داد. در نتیجه نبرد، یک کلیسا در سومی سوزانده شد. تا حدود ۱۰ شب ۲۴ فوریه جنگیدن در نزدیکی دانشگاه ایالتی سومی ادامه داشت، جایی که تیپ بیست و هفتم توپخانه اوکراینی مستقر بود. در ۱:۳۹ شب ۲۵ فوریه، گزارش شد که نیروهای روس از شهر عقب‌نشینی کردند.
در ۲۶ فوریه، مبارزه در خیابان‌های سومی دوباره از سر گرفته شد. نیروهای روس توانستند نیمی از شهر را تصرف کنند، با این حال تا پایان روز نیروهای اوکراینی شهر را کاملا دوباره در دست گرفتند. گفته می‌شود که نیروهای اوکراینی نیز یک کاروان کامل از کامیون‌های سوخت روسی را نابود کردند. شهردار، الکساندر لینسکو در روز ۲۶ فوریه مرگ سه شهروند را گزارش داد.
در صبح روز ۲۷ فوریه، یگانی از نیروهای روس از شرق وارد شهر سومی شدند. به یک خودروی شهروند شلیک شد، که منجر به تلفات غیرنظامی شد. طبق گزارش‌ها، نیروهای روسی با کمبود ذخایر مواجه شدند و آغاز به غارت مغازه‌ها کردند.